# Кинеты

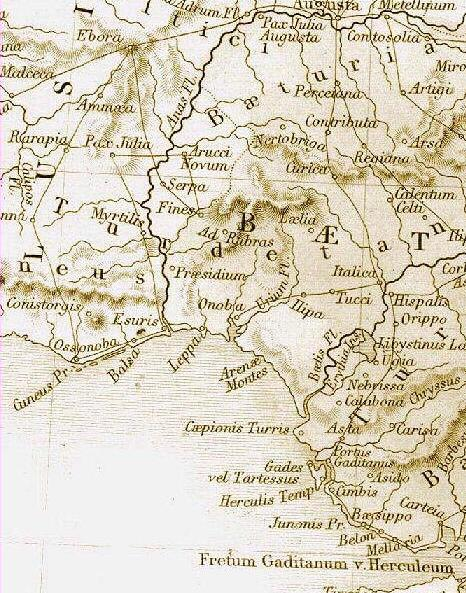
Карта Кадисского залива в древности. Местность Conistorgis локализуется примерно к северу от города Ossonoba (ныне португальский город Фару).

Кинеты, кинесийцы (Cynetes у Геродота) или конии (Conii у Страбона) — один из доримских народов Иберийского полуострова, поселившийся на территории современных регионов Алгарве и Алентежу на юге Португалии до VI века до н. э..

## Исторические упоминания
Название народа «конии», которое упоминает Страбон, по-видимому, тождественно кинесиям, Cynesii, или кинетам, которых упоминает Геродот как наиболее западных жителей Европы, отличая их от кельтов. Геродот писал:
«Ведь река Истр начинается в стране кельтов у города Пирены и течёт, пересекая Европу посредине. Кельты же обитают за Геракловыми Столпами по соседству с кинетами, живущими на самом крайнем западе Европы».
В другом фрагменте, снова упоминая кельтов на крайнем западе Европы, Геродот пишет, что они соседствовали с кинетами:
«…Ведь Истр течёт через всю Европу, начинаясь в земле кельтов — самой западной народности в Европе после кинетов».
Как писал Страбон,
«В области иберийских кельтов наиболее известный город — Конисторгий».
На местном языке название Conistorgis, по-видимому, означало «город кониев». Город разрушили лузитаны во время Лузитанской войны против римлян, поскольку конии стали союзниками римлян во время римского завоевания Иберийского полуострова. Точное местонахождение города до настоящего времени не установлено.

## Происхождение
Авиен упоминает народ эстримнии, живший в тех же местах, где и кинеты.
Как видно из приведенных выше фрагментов, ни один из древних авторов не углубляется в вопрос о происхождении кинетов (кониев), однако если Геродот чётко отличает их от кельтов, то несколько столетий спустя, во времена Страбона, они уже могли усвоить кельтские обычаи.
На территории, где локализуются кинеты, обнаружены надписи на тартессийском языке, выполненные юго-западной разновидностью иберского письма. Близость области кинетов к Тартессу позволяет предположить, что они были родственны турдетанам.